# Mosquer de Sierra de Lema
El mosquer de Sierra de Lema (Mionectes roraimae) és un ocell de la família dels tirànids (Tyrannidae).

## Hàbitat i distribució
Habita la selva pluvial i el bosc de les terres baixes del sud i sud-est de Veneçuela, oest de Guyana i nord del Brasil.